# Sangirvleermuisparkiet
De sangirvleermuisparkiet (Loriculus catamene) is een vogel uit de familie Psittaculidae (papegaaien van de Oude Wereld). Het is een voor uitsterven gevoelige, endemische vogelsoort op de Sangihe-eilanden, een eilandengroep in de Indonesische provincie Noord-Sulawesi.

## Kenmerken
De vogel is 12 tot 13,5 cm lang. Het is een overwegend groen gekleurde vleermuisparkiet met een rode keelvlek, rode stuit en verlengde bovenstaartdekveren. De vleugels hebben een geelgroene voorrand.

## Verspreiding en leefgebied
Deze soort is endemisch op de Sangihe-eilanden. De vogel nestelt in natuurlijk bos,maar wordt vaak gezien in cultuurland, vooral in kokospalmplantages tot op 950 m boven zeeniveau.

## Status
De sangirvleermuisparkiet heeft een beperkt verspreidingsgebied en daardoor is de kans op uitsterven aanwezig. De grootte van de populatie werd in 2012 door BirdLife International geschat op 10 tot 46 duizend individuen. De populatie-aantallen zijn hoger dan tussen 1994 en 2008 werd gedacht toen de vogel de status "bedreigd" had. Het blijkt dat deze parkiet zich goed aanpast in aangetast natuurlijk bos en in aangeplant bos. Het kappen van grote, alleenstaande bomen en activiteit van de vulkaan Awu blijven een bedreiging. Om deze redenen staat deze soort als gevoelig op de Rode Lijst van de IUCN.